# Jüdischer Friedhof Walldorf

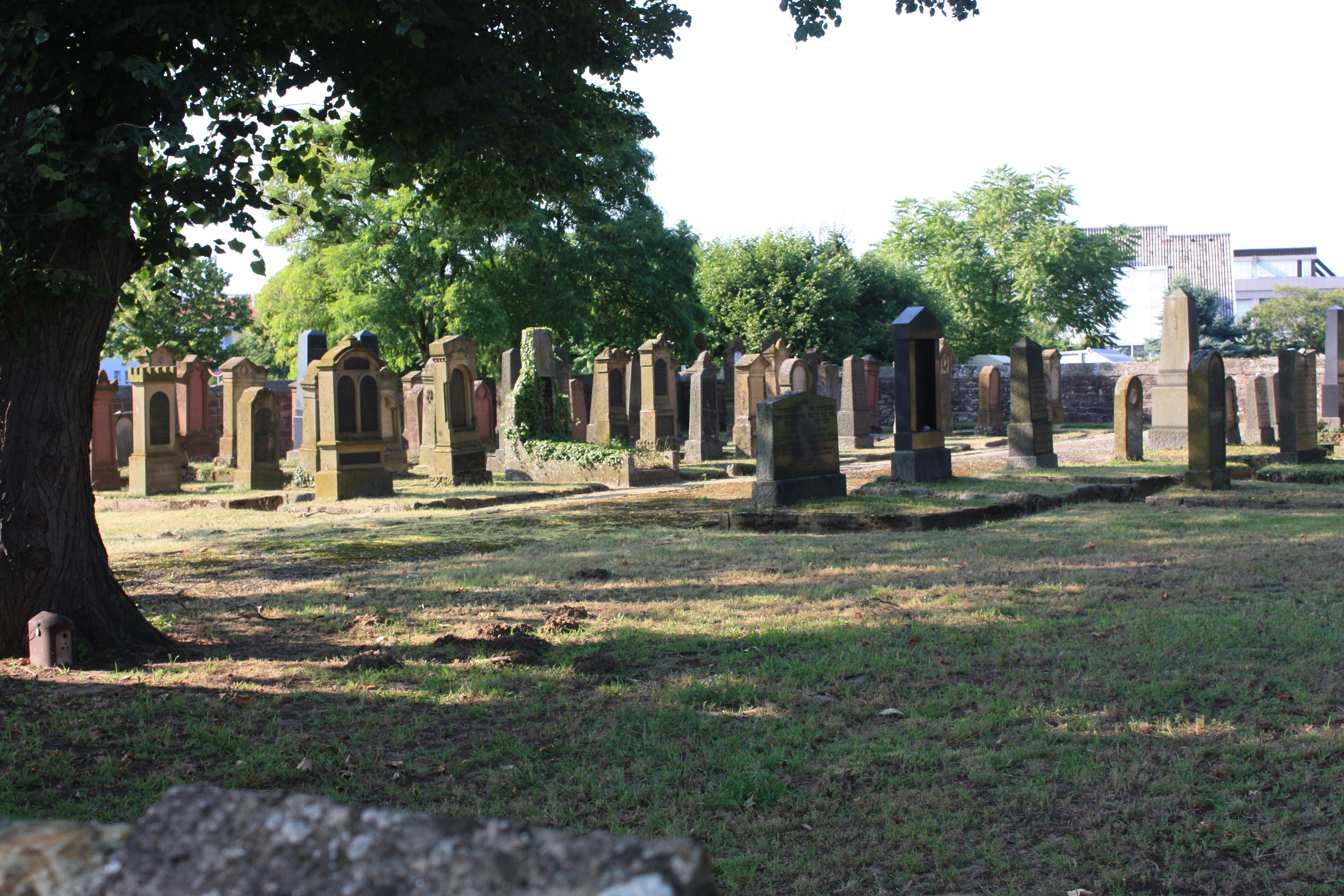
Jüdischer Friedhof in Walldorf

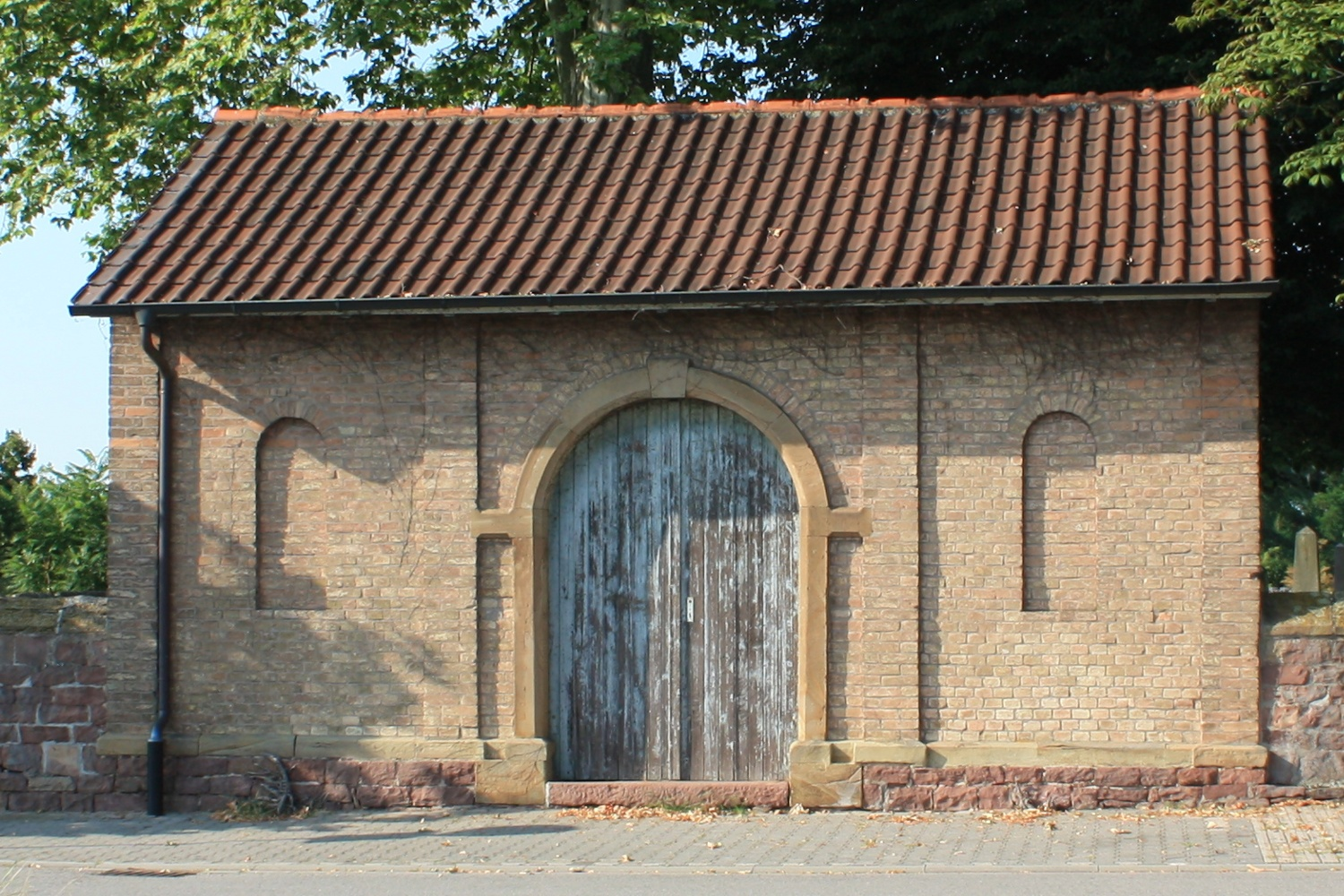
Taharahaus

Der Jüdische Friedhof Walldorf befindet sich in Walldorf, einer Stadt im Rhein-Neckar-Kreis im nördlichen Baden-Württemberg. Der Friedhof ist ein Kulturdenkmal.
Die Toten der jüdischen Gemeinde Walldorf wurden zunächst auf dem Verbandsfriedhof, dem jüdischen Friedhof Wiesloch, beigesetzt. 1880 wurde der jetzige Friedhof errichtet, der an den christlichen Friedhof angrenzt. Das Taharahaus aus dieser Zeit ist erhalten.
Der Friedhof hat eine Fläche von 12,552 Ar und heute sind noch 97 Grabsteine vorhanden. Die erste Bestattung fand 1880 und die letzte 1940 statt.